# Solo Star
Solo Star é o álbum de estreia da cantora americana de R&B Solange, lançado pela Columbia Records e Music World Entertainment no dia 26 de Dezembro de 2002 no Japão, e 21 de Janeiro de 2003 nos Estados Unidos. O álbum estreou na posição quarenta e nove na Billboard 200 e número vinte e três na Top R&B/Hip-Hop Albums em 2003.

## Faixas
1. "Feelin' You (Part II)" (com N.O.R.E.) – 4:06
2. "Ain't No Way" – 3:44
3. "Dance with You" (com B2K) – 3:03
4. "Get Together" – 4:15
5. "Crush" – 4:33
6. "So Be It" – 4:08
7. "True Love" (com Lil' Romeo) – 3:49
8. "Feel Good Song" – 3:28
9. "Wonderland" – 4:03
10. "This Could Be Love" – 4:04
11. "Feelin' You (Part I)" – 3:22
12. "Just like You" – 3:36
13. "Thinkin' about You" (com Murphy Lee) – 4:04
14. "Solo Star" – 3:14
15. "I Used To" – 3:27
16. "Sky Away" – 3:55

A faixas 17, 18 e 19 são quatro segundos de silêncio cada, com as seguintes faixas bônus
1. "This Song's for You" - 3:20
2. "Naive" (dueto com Beyoncé e Da Brat) – 3:45
3. "Feelin' You (Part II)" (Chopped & Screwed Remix) - 5:22

### Edição japonesa
1. "Feelin' You (Part II)" (com N.O.R.E.) – 4:06
2. "Ain't No Way" – 3:44
3. "Dance with You" (com B2K) – 3:03
4. "Get Together" – 4:15
5. "Crush" – 4:33
6. "So Be It" – 4:08
7. "True Love" (com Lil' Romeo) – 3:49
8. "Feel Good Song" – 3:28
9. "Wonderland" – 4:03
10. "Feelin' You (Part I)" – 3:22
11. "Just like You" – 3:36
12. "Thinkin' About You" (com Murphy Lee) – 4:04
13. "Solo Star" – 3:14
14. "I Used to" – 3:27
15. "Sky Away" – 3:55
16. "Naïve" (dueto com Beyoncé e Da Brat) – 3:45
17. "Blinded" - 5:08
18. "This Song's for You" (hidden track) – 3:20
19. "This Could Be Love" (hidden track) – 4:04

### Edição de relançamento
O álbum foi relançado em 14 de Novembro de 2006
1. "Ain't No Way" – 3:44
2. "Dance with You" (com B2K) – 3:03
3. "Get Together" – 4:15
4. "Crush" – 4:33
5. "So Be It" – 4:08
6. "Wonderland" – 4:03
7. "This Could Be Love" – 4:04
8. "Feelin' You" (com Slim Thug) – 4:03
9. "Bring It on Home" (S.Knowles, Bama Boyz, B. Taylor)– 3:47
10. "Feelin' You" (Nu Soul Remix) – 7:13
11. "Naïve" (Maurice Joshua Remix) (dueto com Beyoncé e Da Brat) – 3:37
12. "Crush" (Vibelicious Remix) – 6:24

## Desempenho
| Tabelas musicais (2003)                 | Melhor posição |
| --------------------------------------- | -------------- |
| Estados Unidos - Billboard 200          | 49             |
| Estados Unidos - Top R&B/Hip-Hop Albums | 23             |